# Alberto Andrade de Queirós
Alberto Andrade de Queirós (* 22. Juni 1884 in Benevides, Pará; † 15. Februar 1957 in Rio de Janeiro) war ein brasilianischer Politiker.
Queirós hatte einen Abschluss der Escola Superior de Comércio (Höhere Handelsschule). Unter dem Regime von Getúlio Vargas war er Kabinettschef und kurzzeitig interimistisch im Ministério da Fazenda Finanzminister vom 27. August bis 1. Oktober 1952. Sein Vorgänger und Nachfolger war Horácio Lafer.